# スティロヌルス
スティロヌルス（Stylonurus）は、アシナガウミサソリ科に分類されるウミサソリの1属。長い後脚と尾節を特徴とし、古生代デボン紀生息した種類によって知られる。

## 形態
前体は正方形に近い背甲に覆われ、その背面にある側眼（複眼）は中央やや後方に集約し、その間に隆起線が走る。5対の脚の中で後方2対は非常に長く、特に最終の1対は体の終端付近まで伸びれる。尾節は剣状で細長い。他のアシナガウミサソリ科の種類と同様、後体の体節は同規的で前腹部と後腹部に分化せず、各背板は三葉状で、前3対の脚の内側には櫛のように並んだ棘をもつ。またアシナガウミサソリ亜目の共有形質として、最終1対の脚は歩脚型で、ウミサソリ亜目のような遊泳脚に特化していない。

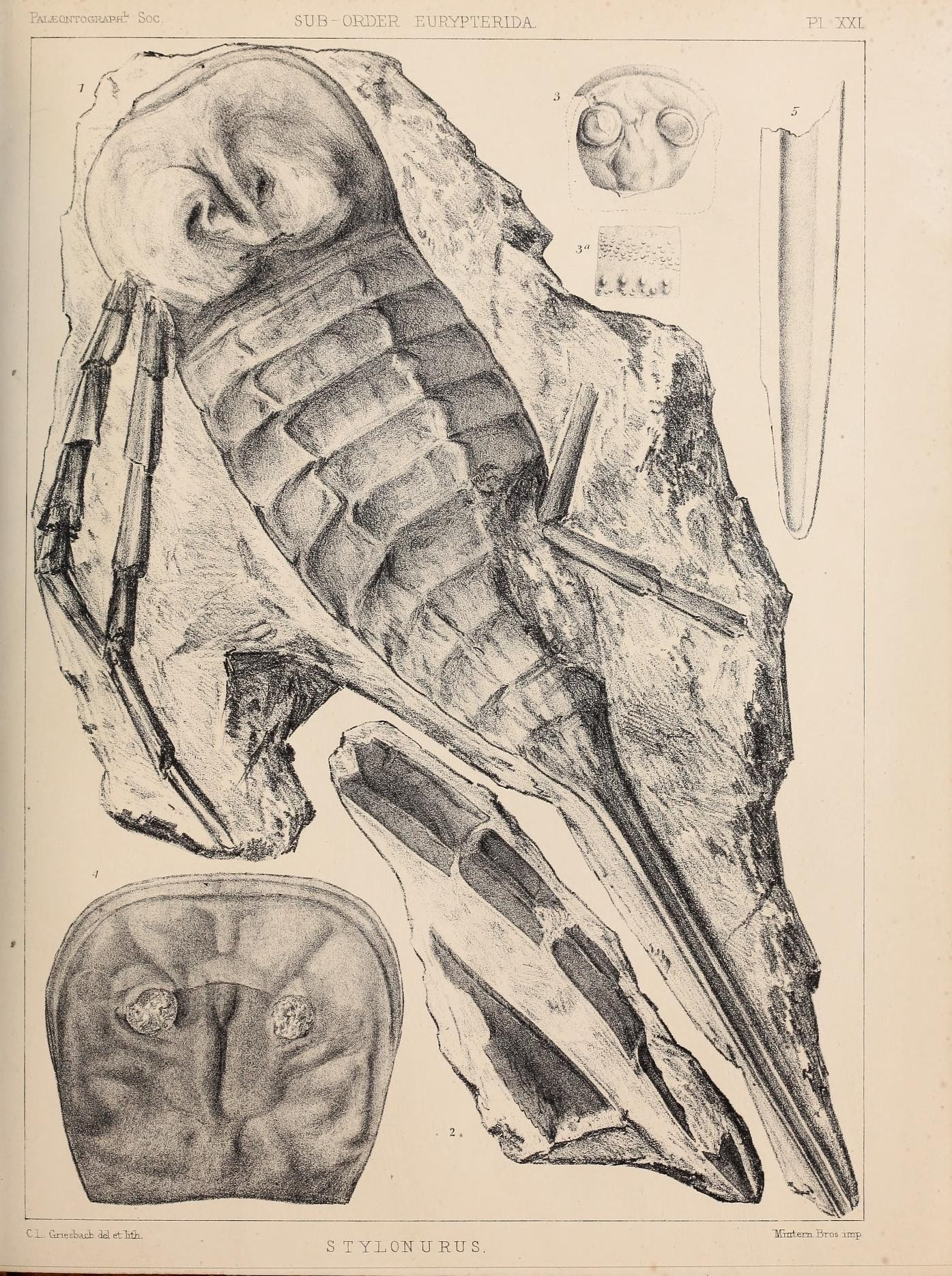
全身化石
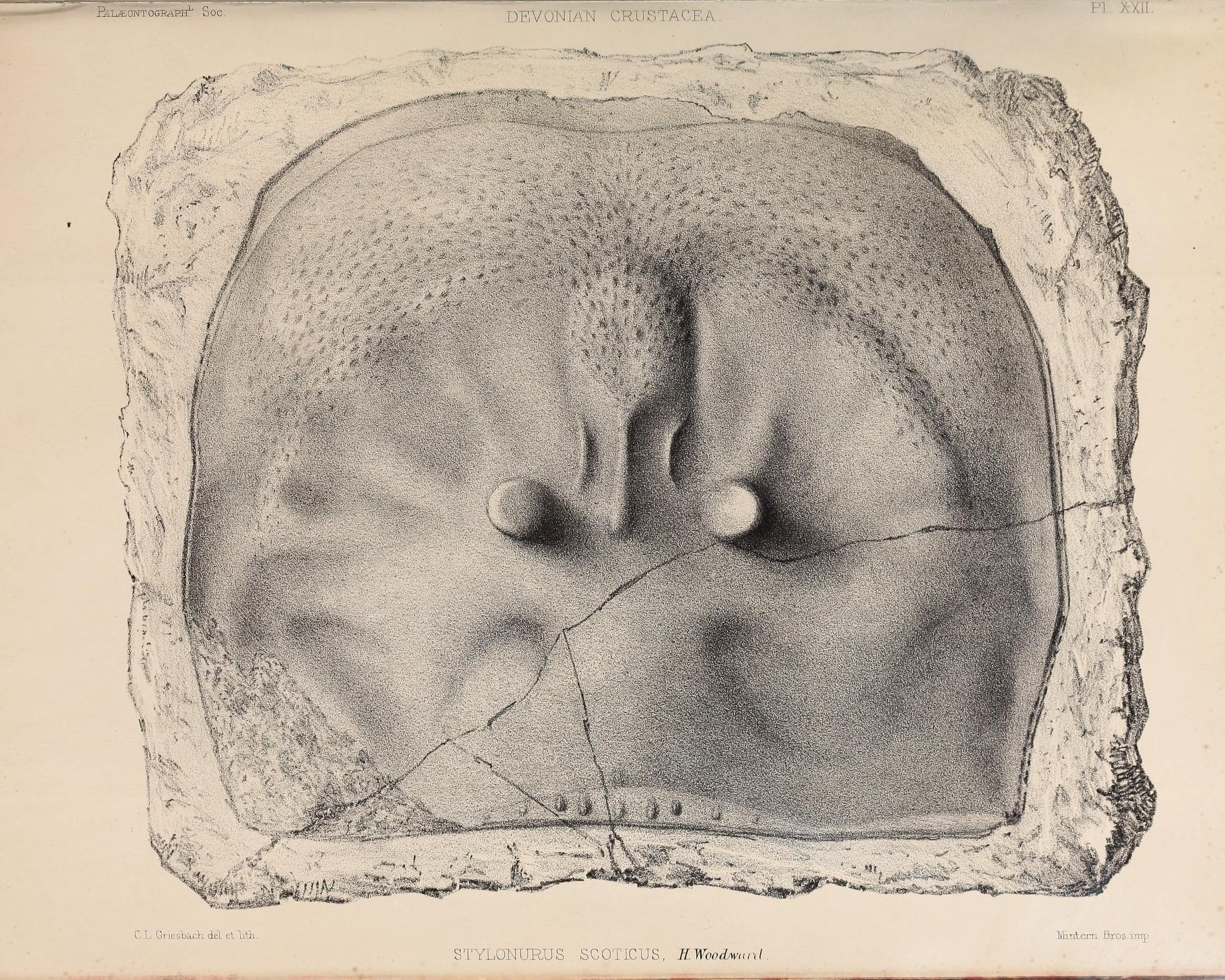
背甲の化石